# Sacca (Venetië)

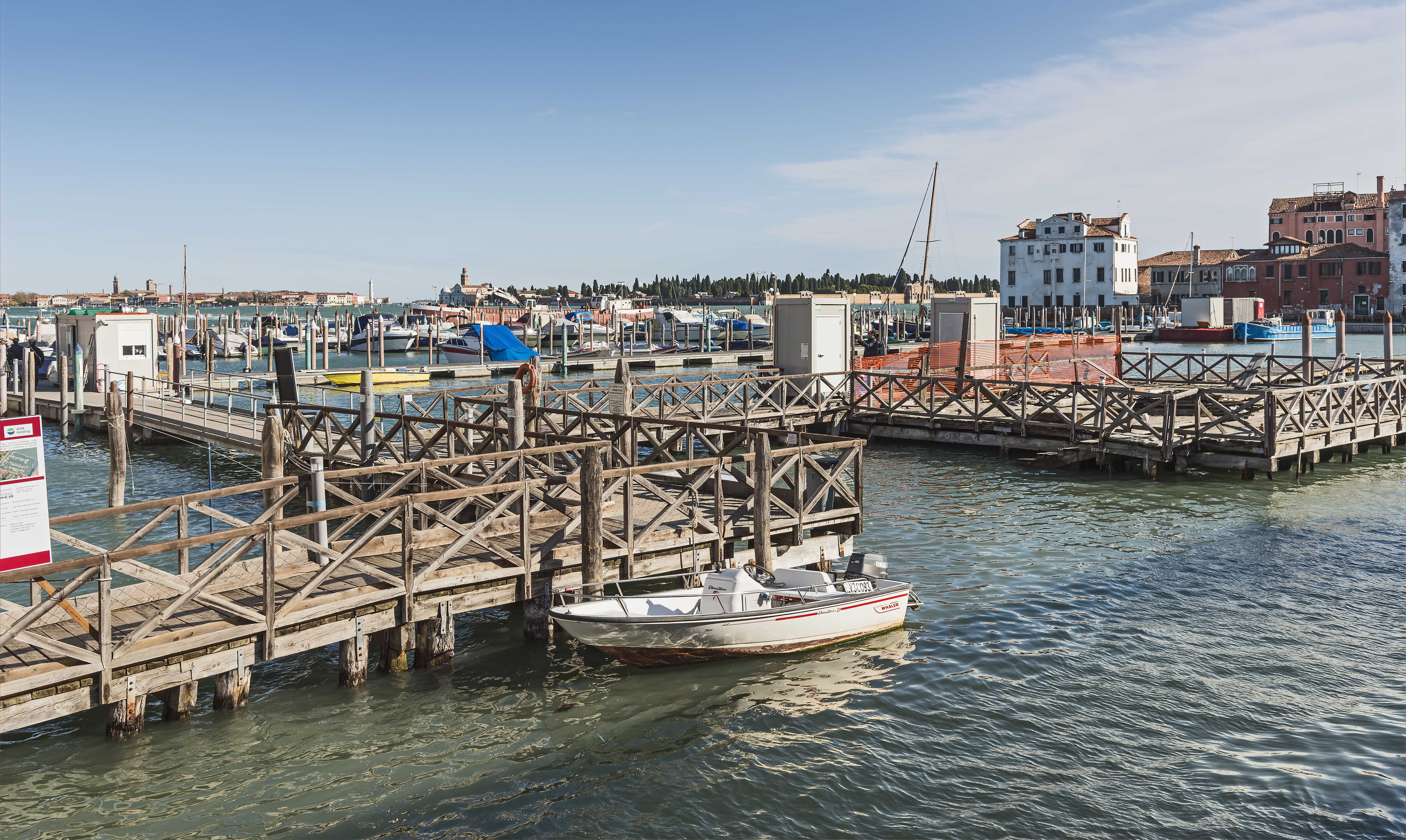
Haven aan de Sacca della Misericordia in Venetië

Een sacca is een kunstmatige zandbank in de Lagune van Venetië, regio Veneto in Italië. Het meervoud is sacche.
Letterlijk betekent sacca een zandbank waar het water naar binnen stroomt en blijft stilstaan. In Venetië ligt de oorsprong van een sacca in dumping van bouwmaterialen en ander afval in de kanalen. Zo ontstaat hetzij een eiland hetzij een landtong. In Venetië zijn er drie eilanden die sacche zijn: Sacca Fisola, Sacca San Biagio en Sacca Sessola. Daarnaast zijn er drie sacche als verlenging van bestaand land: de Sacca di San Girolamo, de Sacca di San Alvise en de Sacca della Misericordia. Dit laatste, de Sacca della Misericordia, is een kunstmatige landtong die uitloopt uit het eiland Murano en zo een havengeul maakt.